# Tortur d’amour – Auf immer und ledig
Tortur d’amour – Auf immer und ledig ist eine französische Filmkomödie von Eric Civanyan aus dem Jahr 2005. Sie beruht auf dem Theaterstück Man soll nichts verschwören von Alfred de Musset.

## Handlung
Paris im Jahr 1830. Inmitten der Revolutionswirren plant Georges-Eugène Haussmann die Neugestaltung von Paris mit dem Einkaufstempel Galeries Haussmann, der zukünftig aber vielleicht doch Galeries Lafayette heißen sollen. Auch der Inhaber eines Modesalons, Van Buck, macht sich um die Neugestaltung seines Ladens Gedanken. Lang- und Kurzfassungen seines Namens ergeben jedoch keinen guten Klang, der sich auf ein Ladenschild schreiben ließe.
Zwar ist Van Buck durch sein gutgehendes Geschäft wohlhabend geworden, jedoch will er die Großbestellung der Baronin de Mantes im Wert von 3000 Francs nicht unbar bezahlt wissen. Er sucht sie auf, um sie zur Vorauszahlung einer Rate zu bewegen, und erfährt dabei, dass die Baronin den Einkauf zur Vorbereitung eines Balls getätigt hat. Dessen Ziel ist es, ihre Tochter Cécile zu verheiraten – notfalls auch gegen ihren Willen. Van Buck denkt ans Geschäft und erkennt, dass ein „D.M.“ an seine Initialen angehängt für Wohlklang auf dem Ladenschild sorgen würde. Zwar denkt er nicht selbst ans Heiraten; er will sein Geschäft an seinen Neffen Valentin übergeben, auch wenn er nicht weiß, wo dieser sich aufhält. Er kommt mit der Baronin ins Geschäft und steuert zum Ball neben der bereits aufgegebenen Bestellung weitere Geldleistungen bei. Im Gegenzug akzeptiert die Baronin Valentin als zukünftigen Ehemann ihrer Tochter, wenn diese sich denn in ihn verliebt.
Van Buck findet Valentin in einem Sérail, wo er sich mit Frauen vergnügt und Schulden macht. Er bezahlt die nicht unerheblichen Geldsummen, die Valentin verschiedenen Leuten in Paris schuldet. Zwar lehnt Valentin eine Heirat rundheraus ab, er ist jedoch zu einer Wette bereit. Er wettet um 10.000 Francs, dass er Cécile bis Mitternacht des nächsten Tages verführt haben werde, wobei ein Kuss als Beweis ausreichen soll. Schafft er es, muss er nicht heiraten und er erhält das Geld. Seine einzige Bedingung ist, dass er ihr nicht als Van Bucks Neffe entgegenzutreten braucht. Van Buck stimmt zu. Valentin erscheint am nächsten Tag am Anwesen der de Mantes’. Er fingiert einen Kutschunfall und lässt sich scheinbar ohnmächtig vom Kutscher zum Anwesen der Familie tragen. Hier „erwacht“ er kurz, um sich der Baronin als Prinz Frédéric vorzustellen, nur um sofort wieder ohnmächtig zu werden. Er wird auf ein Zimmer gebracht und Cécile versorgt ihn. Valentin glaubt, leichtes Spiel mit ihr zu haben, doch sie entzieht sich ihm immer wieder. Als er in der Nacht in ihr Zimmer eindringt und sich im Bett zu ihr legt, verjagt sie ihn mit einem Degen.
Am nächsten Tag ist Cécile verschwunden, Valentin kann sie auf einem Jahrmarkt aufspüren. Sie gibt sich widerspenstig und will nichts von ihm wissen. Sie gewinnt beim Hütchenspiel und kann auch beim Schießen überzeugen. Als er sie jedoch aus den Händen der Hütchenspieler befreit, die ihr an sie verlorenes Geld zurückhaben wollen, ist sie ihm dankbar. Einen Kuss, wie er ihn für den Gewinn der Wette braucht, erhält er jedoch nicht. Sie macht ihm deutlich, dass sie ihm seinen Gefallen erst erfüllen werde, wenn sie erkennen kann, dass er es zu schätzen wisse. Eine Beziehung ohne Liebe sei für sie undenkbar. Frustriert reist Valentin nach Paris ab, verabredet sich jedoch mit ihr für 9 Uhr abends im Park des Anwesens. Er ist sich sicher, dass er so wenige Stunden vor Ende des Ultimatums seine Wette gewinnen kann; er hat sich bei all dem Spiel jedoch unmerklich in Cécile verliebt. Van Buck macht ihm genau das klar, doch Valentin will von Liebe und Heirat nichts wissen. Während er zum verabredeten Treffen mit Cécile reitet, sucht Van Buck die Baronin auf, um Céciles Ehre zu retten. Diese ist zwar bereits auf dem Weg in den Park, wird aber von ihrer Kammerzofe gewarnt und klettert über ihr Fenster auf ihr Zimmer, vor dem bereits die Baronin wartet. Weil sie Zweige im Haar hat, erkennt Van Buck, dass sie im Park war. Er beichtet der Baronin nun, dass Valentin sein Neffe ist. Der offenbart den ganzen Handel zwischen Van Buck und der Baronin, beschwört Cécile jedoch, dass seine Gefühle zu ihr echt waren. Die Baronin wirft ihn hinaus und Valentin geht, verabredet sich jedoch mit Cécile am Tor.
Valentin und Van Buck werden am Tor mit einer Einladung zum Empfang des neuen Königs ins Sérail eingeladen, der sie folgen. Hier wetten sie mit anderen Gästen darum, ob Cécile erscheinen werde oder nicht. Der gelingt es erst mit vielen Tricks, das gut gesicherte Anwesen ihrer Mutter zu verlassen. Eine Kutsche bringt sie nach Paris ins Sérail. Valentin verkündet vor allen Gästen, dass er nur seinen Spaß mit ihr haben und sie verführen wollte, doch Cécile hält an ihrer Liebe zu ihm fest, bis er seine Fassade nicht mehr aufrechterhalten kann. Auch er gesteht ihr seine Liebe und beide küssen sich kurz vor Mitternacht. Am nächsten Morgen fährt die Festgesellschaft zur Baronin de Mantes, wo beim geplanten Ball weitergefeiert wird, auch wenn Cécile ihren Mann fürs Leben bereits an ihrer Seite hat.

## Produktion

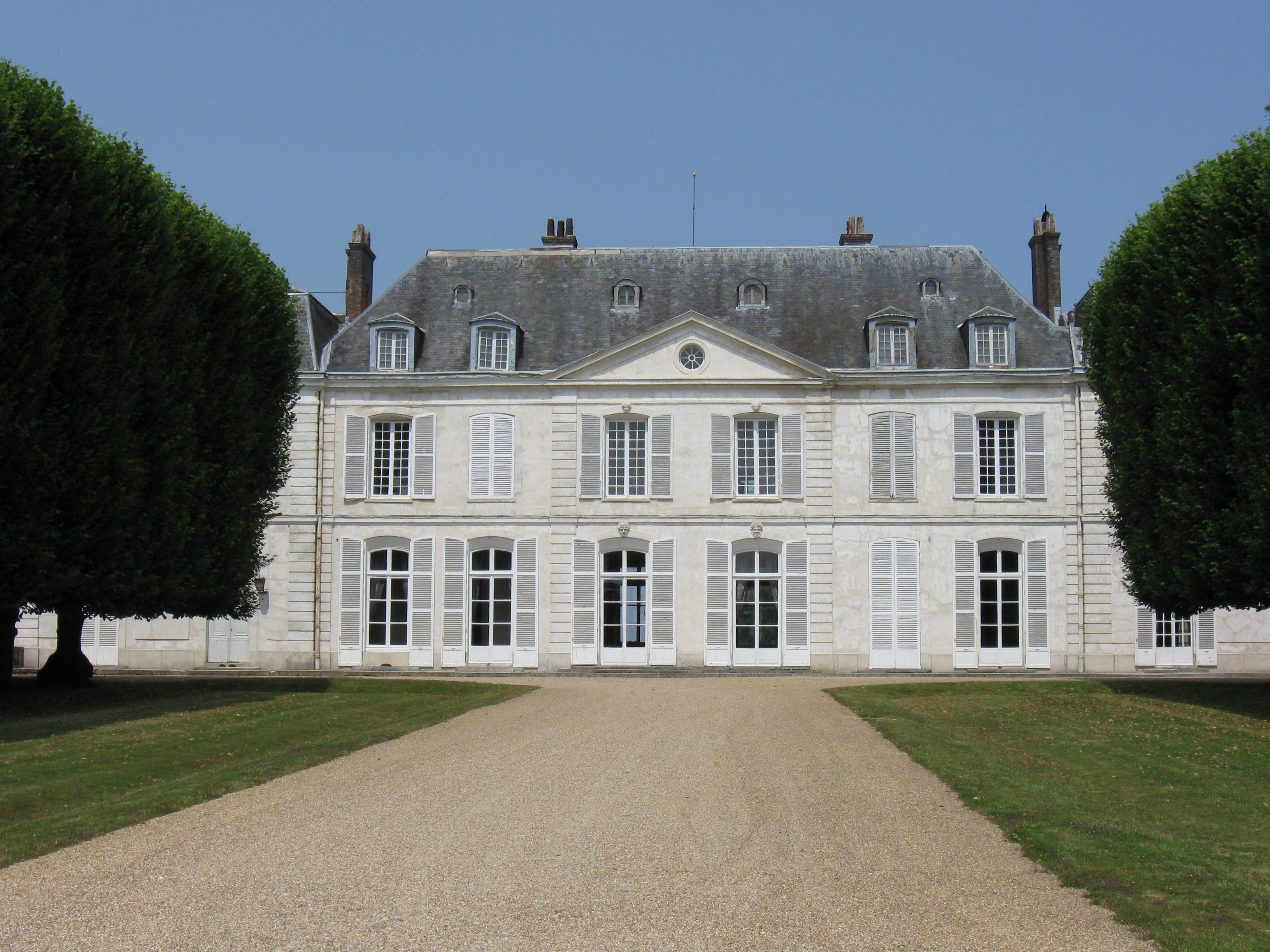
Château de Millemont, ein Drehort des Films

Tortur d’amour – Auf immer und ledig wurde unter anderem in Paris (u. a. Place des Vosges) und Pontoise gedreht. Das Anwesen der de Mantes fand man im Château de Millemont. Die Kostüme schuf Anne Brault, die Filmbauten stammten von Hoang Thanh At.
Der Film kam am 28. September 2005 in die französischen Kinos, wo er rund 870.000 Besucher hatte. In Deutschland erschien der Film am 4. Dezember 2009 direkt auf DVD.

## Synchronisation
| Rolle    | Darsteller     | Synchronsprecher    |
| -------- | -------------- | ------------------- |
| Cécile   | Mélanie Doutey | Dina Kürten         |
| Valentin | Jean Dujardin  | Stephan Schleberger |

## Kritik
Das Lexikon des internationalen Films bezeichnete Tortur d’amour – Auf immer und ledig als eine „weitgehend amüsante, solide gespielte Verfilmung einer Komödie von Alfred de Musset […], die sich recht zynisch mit menschlichen Schwächen auseinandersetzt.“

## Auszeichnungen
Mélanie Doutey war 2006 in der Kategorie Beste Nachwuchsdarstellerin für einen César nominiert.